# Gerhard Harmannus Janssen
Gerhard Harmannus Janssen, meist kurz Gerhard H. Janssen oder Janssen-Osteel (* 8. Februar 1914 in Osteel, Ostfriesland; † 25. Februar 2005 ebenda) war ein deutscher Kunstmaler. Er wurde bekannt durch seine Ölbilder mit Ansichten aus dem ostfriesischen Raum und die Herausgabe des Ostfrieslandkalenders.
Janssen begann 1930 nach der Schule zunächst eine Ausbildung als Maler. 1937 legte er als jüngster Malermeister Ostfrieslands die Meisterprüfung ab. Während des Zweiten Weltkrieges diente er zunächst als Soldat und besuchte, nachdem er krankheitsbedingt vom Kriegsdienst freigestellt wurde, die Hochschule für Bildende Künste in Hamburg. Nach Kriegsende konnte Janssen aus gesundheitlichen Gründen nicht mehr im Malerhandwerk arbeiten und ließ sich als freier Maler in Osteel nieder. Ab 1948 bis nach seinem Tod fanden zahlreiche Ausstellungen seiner Arbeiten statt.
Janssen war seit 1942 mit Johanne Dasenbrook aus Osteel verheiratet. Beide hatten zusammen eine Tochter. Zu seinem 75. Geburtstag im Jahr 1989 ernannte ihn seine Heimatgemeinde Osteel zum Ehrenbürger.